# ジョン・メイオールとピーター・グリーン/ブルースの世界
『ジョン・メイオールとピーター・グリーン/ブルースの世界』（原題：A Hard Road）は、イギリスのブルースロック・バンド、ジョン・メイオール&ザ・ブルースブレイカーズが1967年に発表したスタジオ・アルバム。

## 背景
新メンバーのピーター・グリーンとエインズレー・ダンバーを迎えた編成で録音され、グリーンは「ユー・ドント・ラヴ・ミー」と「ザ・セイム・ウェイ」でリード・ボーカルも兼任した。なお、グリーンは1965年中期にも、エリック・クラプトンの代役としてザ・ブルースブレイカーズに参加していたことがある。本作のレコーディングは1966年10月11日から11月11日にかけて行われ、同年11月26日にはポール・バターフィールド（ボーカル、ハーモニカ）をゲストに迎えたセッションも行われて、バターフィールドとの録音はEP「John Mayall's Bluesbreakers with Paul Butterfield」に収録された。
本作リリース後の1967年4月19日に行われたレコーディング・セッション（シングル曲「Double Trouble」およびB面曲「It Hurts Me Too」）では、ダンバーに代わってミック・フリートウッドがドラムスを担当し、グリーン、ジョン・マクヴィー、フリートウッドは同年フリートウッド・マックを結成した。ただし、グリーンは1967年12月にも、メイオールのソロ・シングル「Jenny」およびB面曲「Picture on the Wall」のレコーディングに参加し、さらに1968年8月、メイオールのソロ・アルバム『ローレル・キャニオンのブルース』（1969年発売）収録曲「First Time Alone」に参加している。

## 反響・評価
母国イギリスでは1967年3月4日付の全英アルバムチャートで初登場36位となり、最終的には19週トップ40入りして、最高10位を記録した。Richie Unterbergerはオールミュージックにおいて5点満点中4点を付け、全体像に関して「ジョン・メイオールにとって最も重要な懐刀はエリック・クラプトンだが、後任のピーター・グリーンも然りである」、収録曲「スーパー・ナチュラル」に関して「フリートウッド・マックの"Albatross"や"Black Magic Woman"における、伸びがあり滑らかな音色によるギター・リフの先がけとなった」と評している。

## 収録曲
特記なき楽曲はジョン・メイオール作。
1. ハード・ロード - A Hard Road - 3:10
2. イッツ・オーヴァー - It's Over - 2:51
3. ユー・ドント・ラヴ・ミー - You Don't Love Me (Willie Cobbs) - 2:50
4. ザ・スタンブル - The Stumble (Freddie King, Sonny Thompson) - 2:54
5. アナザー・カインダ・ラヴ - Another Kinda Love - 3:06
6. ヒット・ザ・ハイウェイ - Hit the Highway - 2:17
7. リーピング・クリスティーン - Leaping Christine - 2:24
8. ダスト・マイ・ブルース - Dust My Blues (Elmore James, Joe Josea) - 2:48
9. ゼアズ・オルウェイズ・ワーク - There's Always Work - 1:39
10. ザ・セイム・ウェイ - The Same Way (Peter Green) - 2:11
11. スーパー・ナチュラル - The Supernatural (P. Green) - 2:57
12. トップ・オブ・ザ・ヒル - Top of the Hill - 2:41
13. アフター・ア・ホワイル（ユール・ビー・ソーリー） - Someday After a While (You'll Be Sorry) (F. King, S. Thompson) - 3:02
14. リヴィング・アローン - Living Alone - 2:25

### 2003年デラックス・エディション盤ボーナス・トラック
15.は1967年1月発売のコンピレーション・アルバム『Raw Blues』が初出で、16.以降の曲はザ・ブルースブレイカーズとポール・バターフィールドの連名によるEP「John Mayall's Bluesbreakers with Paul Butterfield」（1966年11月26日録音・1967年1月6日発売）が初出である。
1. Evil Woman Blues (P. Green) - 4:05
2. All of My Life (Jimmie Lee Robinson) - 4:25
3. Ridin' on the L&N (Dan Burley, Lionel Hampton) - 2:32
4. Little by Little (Mel London, Junior Wells) - 2:47
5. Eagle Eye - 2:52

### 2003年デラックス・エディション盤ボーナス・ディスク
1. Looking Back (Johnny "Guitar" Watson) - 2:37
2. So Many Roads (Marshall Paul) - 4:47
3. Sitting in the Rain - 2:59
4. Out of Reach (P. Green) - 4:44
5. Mama, Talk to Your Daughter (Alex Atkins, J. B. Lenoir) - 2:39
6. Alabama Blues (J. B. Lenoir) - 2:31
7. Curly (P. Green) - 4:51
8. Rubber Duck (P. Green, Aynsley Dunbar) - 4:00
9. Greeny (P. Green) - 3:56
10. Missing You (P. Green) - 1:59
11. Please Don't Tell - 2:29
12. Your Funeral and My Trial (Sonny Boy Williamson) - 3:56
13. Double Trouble (Otis Rush) - 3:22
14. It Hurts Me Too (M. London) - 2:57
15. Jenny - 4:38
16. Picture on the Wall - 3:03
17. First Time Alone - 5:00

### 2006年リマスターCDボーナス・トラック
1. ルッキング・バック - Looking Back (J. Watson) - 2:36
2. ソー・メニー・ローズ - So Many Roads (M. Paul) - 4:42
3. ママ・トーク・トゥ・ユア・ドーター - Mama, Talk to Your Daughter (A. Atkins, J. B. Lenoir) - 2:40
4. アラバマ・ブルース - Alabama Blues (J. B. Lenoir) - 2:29
5. オール・マイ・ライフ - All My Life (J. Robinson) - 4:22
6. ライディン・オン・ザ・L & N - Ridin' on the L & N (D. Burley, L. Hampton) - 2:24
7. イーグル・アイ - Eagle Eye - 2:49
8. リトル・バイ・リトル - Little by Little (M. London, J. Wells) - 2:44
9. シッティン・イン・ザ・レイン - Sitting in the Rain - 2:56
10. アウト・オブ・リーチ - Out of Reach (P. Green) - 4:42
11. ノー・モア・ティアーズ（BBCライヴ） - No More Tears - 2:19
12. ライディン・オン・ザ・L & N（BBCライヴ） - Ridin' on the L & N (D. Burley, L. Hampton) - 2:19
13. シッティン・イン・ザ・レイン（BBCライヴ） - Sitting in the Rain - 2:53
14. リーピング・クリスティーン（BBCライヴ） - Leaping Christine - 1:55

## 参加ミュージシャン
- ジョン・メイオール - ボーカル、ピアノ、ハモンドオルガン、ハーモニカ、5弦ギター、9弦ギター
- ピーター・グリーン - ボーカル(on #3, #10)、リードギター、ハーモニカ
- ジョン・マクヴィー - ベース
- エインズレー・ダンバー - ドラムス

アディショナル・ミュージシャン
- ジョニー・アーモンド、アラン・スキドモア、レイ・ウォーレイ - サクソフォーン